# Bullyang couple
Bullyang couple (불량 커플?), nota anche con il titolo internazionale Bad Couple, è una serie televisiva sudcoreana del 2007.
L'opera è il terzo e ultimo "episodio" della serie tematica Bullyang, preceduta da Bullyang jubu (2005) e Bullyang gajok (2006).

## Trama
Dang-ja lavora con successo a una rivista di moda, ma a un certo punto si accorge che, nel caso dovesse morire, nessuno si presenterebbe al suo funerale a causa del suo carattere. Decide così di avere una figlia da un ragazzo di bell'aspetto, senza tutta volerlo sposare né tanto meno avere la benché minima relazione sentimentale con lui.